# Нижняя Чура (деревня)
Нижняя Чура — деревня в Ярском районе Удмуртии, входит в состав муниципального образования Уканское сельское поселение.

## География
Располагается на реке Чура в 4 км южнее Укана.

## История
В 1941 году в составе Азамаевского сельсовета существовало 2 деревни: Верхняя Чура и Нижняя Чура. В деревне Верхняя Чура работал колхоз им. Калинина, в Нижней Чуре — «Нижняя Чура». В 1956 году деревни Верхняя Чура и Нижняя Чура переименованы в деревню Чура.

## Население
| 2010 | 2012 |
| ---- | ---- |
| 37   | ↘32  |

Население в 1961 году составляло 61 человек.